# 이정수 (1987년)
이정수(1987년 4월 14일 ~ )는 대한민국의 희극배우이다.

## 경력
2004년 연극배우 첫 데뷔한 그는 이듬해 2005년 SBS TV 프로그램 《웃찾사》로 SBS 서울방송 특채 개그맨 정식 데뷔하였다.

## 출연작

### TV 프로그램
- 2005년 SBS 《웃찾사》
- 2019년 tvn 《코미디빅리그》
- 2024년 KBS 《개그콘서트》